# Braunsapis minutula
Braunsapis minutula är en biart som först beskrevs av Heinrich Friese 1914.  Braunsapis minutula ingår i släktet Braunsapis och familjen långtungebin. Inga underarter finns listade.